# Perrex
Perrex [peʁɛks] est une commune française située dans le canton de Vonnas, le département de l'Ain en région Auvergne-Rhône-Alpes. 
Située au sud de la Bresse savoyarde près de la frontière avec la Dombes, la commune compte 861 habitants appelés Perrexiens (ou Perrexois).

## Géographie

### Localisation
Commune située dans la Bresse sur les bords de la Veyle à l'ouest et du Menthon au nord, Perrex est composée ne voit pas sa population concentrée en un lieu mais elle est dispersée dans différents lieux-dits dont Moncoin, la Râpe, Montanet, Corsant, la Neuve, le Bon Coin ou encore les Mûres.
Le village est proche des villes de Mâcon (14 kilomètres) et de Bourg-en-Bresse (20 kilomètres).

### Points extrêmes
- Nord : Le Grapillon, 46° 15′ 36″ N, 4° 58′ 57″ E
- Est : Petite Labâtie, 46° 14′ 35″ N, 5° 00′ 31″ E
- Sud : Luminaire, 46° 13′ 57″ N, 4° 57′ 28″ E
- Ouest : Prés Magnins, 46° 15′ 13″ N, 4° 56′ 06″ E

### Hydrographie

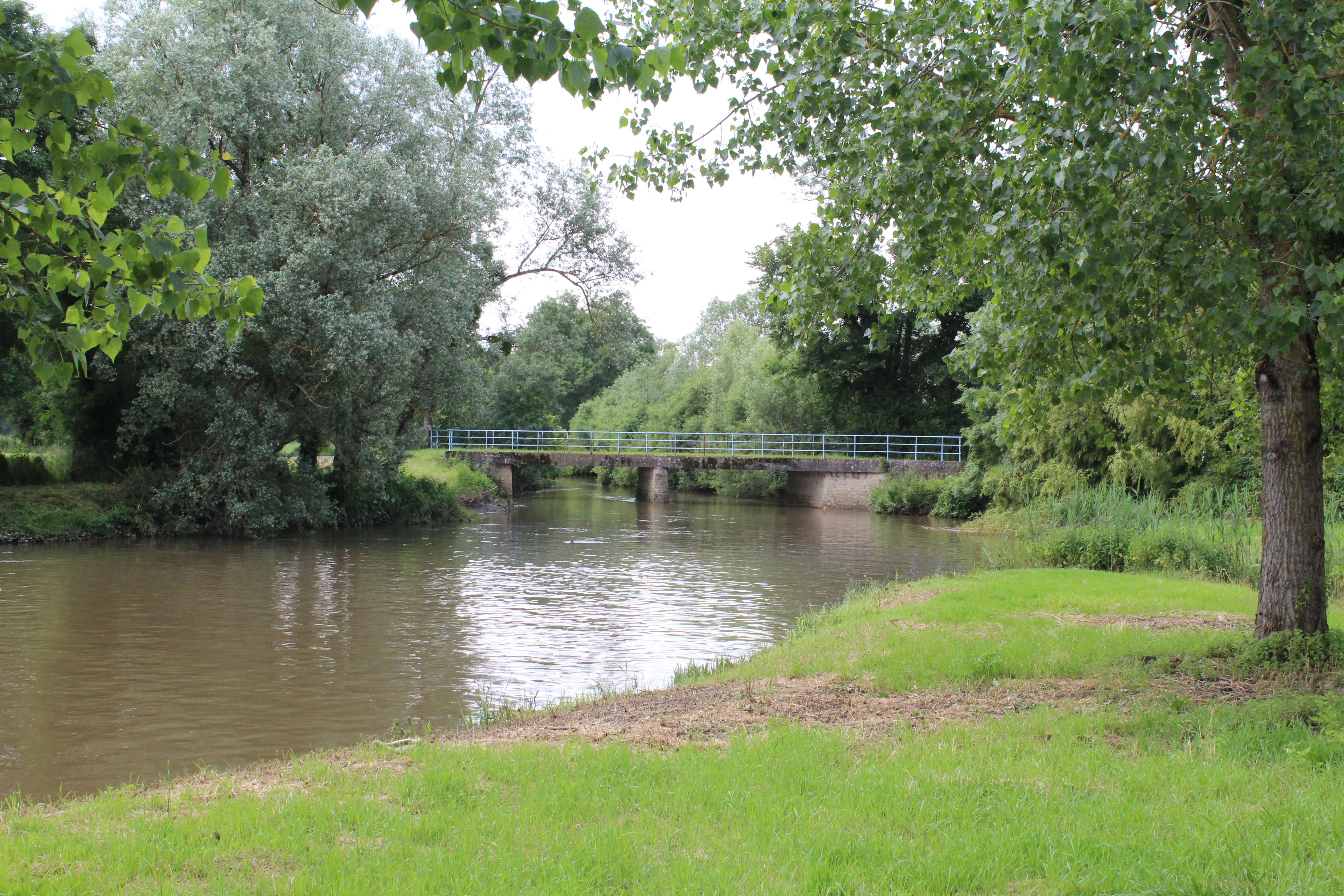
La Veyle près du moulin de Corsant.

La Veyle passe dans l'ouest de la commune et constitue une partie de sa frontière avec Biziat et Saint-Jean-sur-Veyle. De plus, la commune est traversée par le Menthon qui conflue dans la Veyle à la frontière avec Saint-Jean-sur-Veyle près du Moulin Grand. Elle définit la frontière nord-ouest de la commune qu'elle partage avec Saint-Cyr-sur-Menthon.
Le Bief de Mont Goux naît dans la Veyle à Corsant et suit son cours le long de la frontière avec Biziat. Il se jette aussi à Corsant dans la Veyle. En outre, le Bief naît dans l'étang de Labâtie au bois de Perrex et se jette en formant un mini-delta dans la Veyle dont un bras forme une frontière avec Vonnas.
L'étang de Lâbatie est une étendue d'eau à l'ouest du bois de Perrex près de la route D 47. À l'est de ce bois, on trouve un autre étang, l'étang du Comte. Au sud du bois Rond, un des bois de la commune de Saint-Cyr, se trouve l'étang du Grapillon.

### Climat
Pour des articles plus généraux, voir Climat d'Auvergne-Rhône-Alpes et Climat de l'Ain.
En 2010, le climat de la commune est de type climat océanique dégradé des plaines du Centre et du Nord, selon une étude du CNRS s'appuyant sur une série de données couvrant la période 1971-2000. En 2020, Météo-France publie une typologie des climats de la France métropolitaine dans laquelle la commune est dans une zone de transition entre le climat semi-continental et le climat de montagne et est dans la région climatique Bourgogne, vallée de la Saône, caractérisée par un bon ensoleillement (1 900 h/an), un été chaud (18,5 °C), un air sec au printemps et en été et des vents faibles.
Pour la période 1971-2000, la température annuelle moyenne est de 11,7 °C, avec une amplitude thermique annuelle de 17,9 °C. Le cumul annuel moyen de précipitations est de 886 mm, avec 10,4 jours de précipitations en janvier et 7,6 jours en juillet. Pour la période 1991-2020, la température moyenne annuelle observée sur la station météorologique de Météo-France la plus proche, sur la commune de Baneins à 16 km à vol d'oiseau, est de 12,7 °C et le cumul annuel moyen de précipitations est de 880,2 mm,. Pour l'avenir, les paramètres climatiques de la commune estimés pour 2050 selon différents scénarios d'émission de gaz à effet de serre sont consultables sur un site dédié publié par Météo-France en novembre 2022.

### Voies de communication et transports

#### Routes

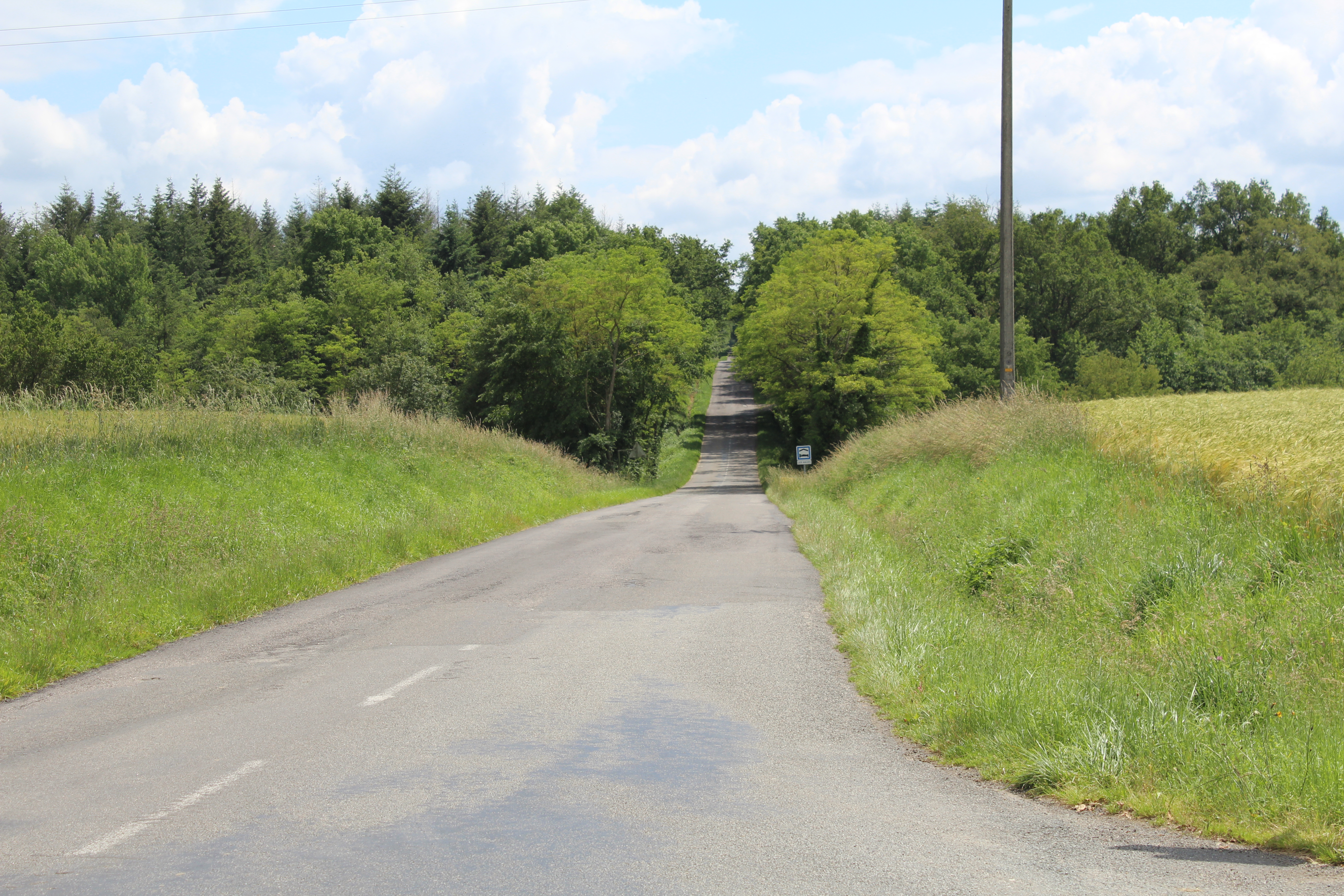
Route départementale D 47 au bois de Perrex.

Trois routes départementales traversent Perrex dont la route départementale D 80. Cette dernière traverse la commune du nord au sud en passant par la Neuve, Corsant et le Bon Coin. Elle permet de rejoindre Saint-Cyr-sur-Menthon, Saint-Jean-sur-Veyle et Pont-de-Veyle par le nord ainsi que de la route départementale D 1079 afin d'aller à Mâcon. En se dirigeant au sud, on rejoint le chef-lieu du canton, Vonnas. Au niveau départemental, cette voie relie les communes de Saint-Trivier-de-Courtes au nord et de Villars-les-Dombes au sud.
Cet axe de communication possède une voie annexe, la route départementale D 80E, qui passe seulement à Perrex. Elle part du Bon Coin jusqu'au bourg.

La route départementale D 47 traverse l'est du village. En se dirigeant au nord, la voie permet de se diriger à Saint-Genis-sur-Menthon par les Jolys, lieu-dit de cette dernière mais aussi la route départementale D 1079 afin d'aller à Bourg-en-Bresse, préfecture de l'Ain. En prenant la voie par le sud, on rejoint Vonnas. Cette voie routière est reliée au bourg par l'intermédiaire de la route communale C 7. Elle permet de rejoindre Mézériat en passant par Fay qui est l'un des lieux-dits de cette dernière.

Voies de communication de la commune.

Aucune autoroute ne traverse la commune, mais trois se situent dans un rayon de 15 km. La plus proche, l'autoroute A40, est située sur l'axe Mâcon - Genève et est une portion de la route Centre-Europe Atlantique Bordeaux/Nantes - Annemasse.
Pour accéder à l'A40 en direction de Mâcon-Nord et Paris par l'A6, il convient d'aller à la gare de péage de Replonges au nord-ouest. On peut l'emprunter gratuitement jusqu'à la gare de Mâcon-centre, dernière sortie avant l'échangeur avec l'autoroute A6. Enfin, pour accéder à la voie en direction de Bourg et Genève, il faut se diriger au nord en passant par la gare de péage de Saint-Genis-sur-Menthon.
L'autoroute A6 est une autoroute passant à une quinzaine de kilomètres de la commune qui relie Paris à Lyon ; elle est accessible depuis l'A406 pour aller à Lyon et par l'A40 pour se rendre à Paris.
L'autoroute A406 est une voie reliant l'A40 et l'A6. Inaugurée en mars 2011, elle permet aux usagers de gagner un quart d'heure pour aller à Mâcon Sud en évitant le centre. Afin d'accéder au contournement de Mâcon, il suffit de se rendre à la gare de péage de Crottet. Cette autoroute permet d'accéder à l'A6 en direction de Lyon.

#### Voies ferroviaires

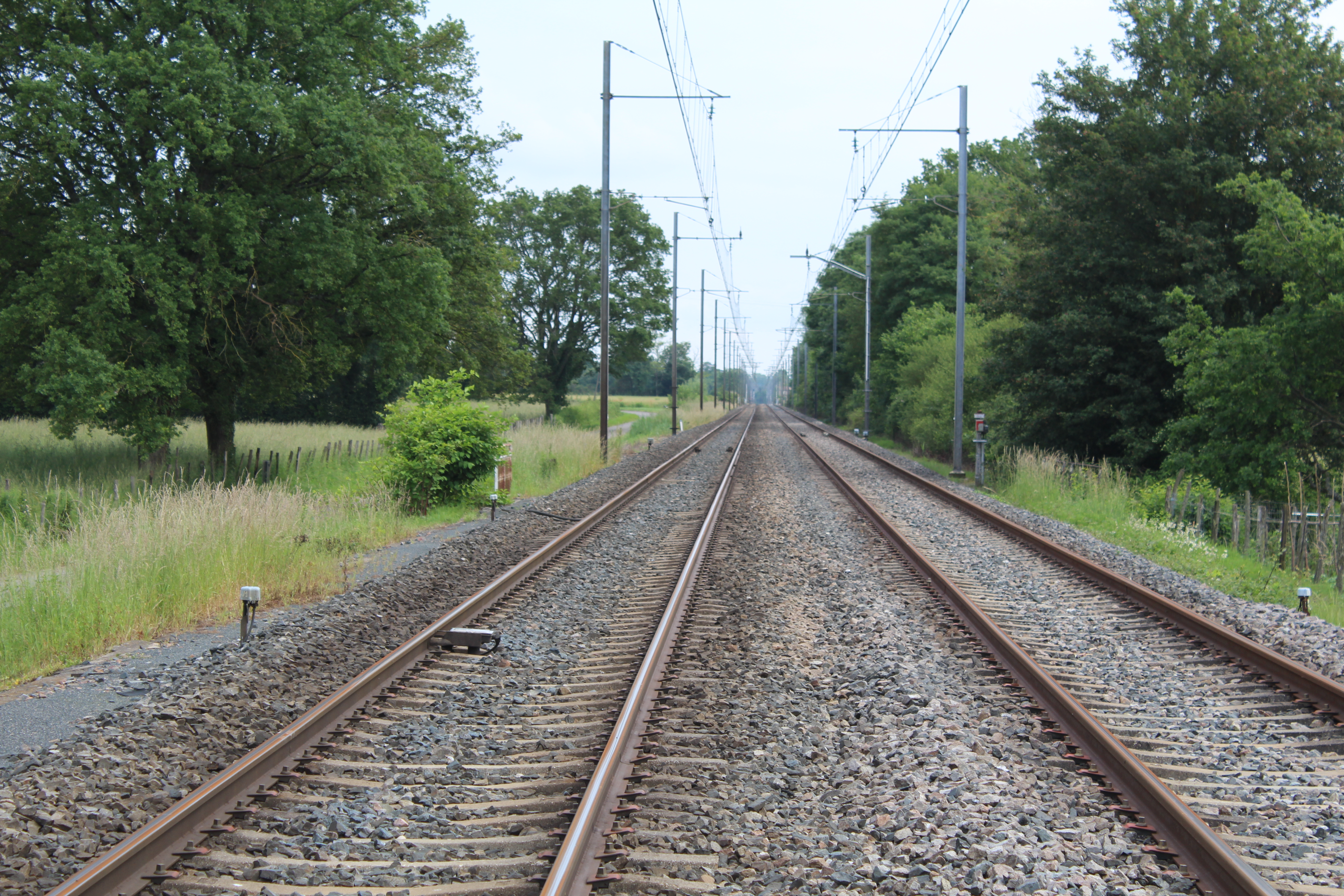
Ligne de Mâcon à Ambérieu à Corsant en direction de Vonnas.

Une seule voie traverse la commune : la ligne de Mâcon à Ambérieu qui la traverse à l'ouest en longeant la route départementale D 80. Elle est desservie par les TER de la région Rhône-Alpes et deux gares pour les TER Rhône-Alpes sont situées à proximité dont la plus proche est celle de Vonnas. L'autre est la gare de Pont-de-Veyle installée à Crottet. La gare de Saint-Jean-sur-Veyle était jusqu'en 2007, année de sa fermeture, la plus proche pour les habitants de Corsant et La Neuve. Les trains grandes lignes et les TGV ne marquent pas d'arrêt.
Pour rejoindre les grandes villes de France et d'Europe, deux lignes traversent la région. La ligne traditionnelle Paris - Marseille via Dijon passe à Mâcon. La gare de Mâcon-Ville est desservie par les TER Bourgogne, Rhône-Alpes et quelques TGV reliant le nord-est de la France à la Méditerranée. L'autre ligne, la ligne à grande vitesse Paris - Lyon - Marseille ou LGV Sud-Est, traverse la Saône au sud de Mâcon, et comporte un raccordement vers la ligne Mâcon - Bourg. La gare de Mâcon-Loché-TGV, au sud-ouest de Mâcon, est desservie par quelques TGV Paris - Marseille et Paris - Genève.

#### Transport fluvial
À quelques kilomètres de Perrex, la Saône, qui marque la frontière ouest du département de l'Ain, est navigable à grand gabarit européen depuis Verdun-sur-le-Doubs jusqu'à Lyon. Elle constitue un axe de transport fluvial important entre l'est et la Méditerranée. Mâcon possède un port fluvial. La Saône est aussi appréciée pour le tourisme fluvial.

#### Transport aérien
La commune ne dispose pas de plateformes aéroportuaires. La chambre de commerce et d'industrie de Saône-et-Loire gère un petit aéroport à Charnay-lès-Mâcon, au sud-ouest de Mâcon. De l'autre côté, vers Bourg-en-Bresse, l’aérodrome de Bourg - Ceyzériat, plus communément appelé Terre des Hommes en hommage à Antoine de Saint-Exupéry est situé principalement à Jasseron. L’aérodrome permet de pratiquer de nombreuses activités aériennes comme l'aviation légère, l'hélicoptère, le vol à voile, la pratique de l'ULM et l'aéromodélisme.
Les habitants de la commune doivent se rendre à l'aéroport de Lyon-Saint-Exupéry distant de 80 kilomètres ou bien à l'aéroport de Genève distant de 140 kilomètres pour effectuer des vols à l'international.

## Urbanisme

### Typologie
Au 1er janvier 2024, Perrex est catégorisée commune rurale à habitat dispersé, selon la nouvelle grille communale de densité à 7 niveaux définie par l'Insee en 2022.
Elle est située hors unité urbaine. Par ailleurs la commune fait partie de l'aire d'attraction de Bourg-en-Bresse, dont elle est une commune de la couronne,. Cette aire, qui regroupe 80 communes, est catégorisée dans les aires de 50 000 à moins de 200 000 habitants,.

### Occupation des sols
L'occupation des sols de la commune, telle qu'elle ressort de la base de données européenne d’occupation biophysique des sols Corine Land Cover (CLC), est marquée par l'importance des territoires agricoles (84,1 % en 2018), une proportion sensiblement équivalente à celle de 1990 (84,8 %). La répartition détaillée en 2018 est la suivante : 
terres arables (41,8 %), zones agricoles hétérogènes (22,9 %), prairies (19,4 %), zones urbanisées (8,6 %), forêts (7,3 %).
L'évolution de l’occupation des sols de la commune et de ses infrastructures peut être observée sur les différentes représentations cartographiques du territoire : la carte de Cassini (XVIIIe siècle), la carte d'état-major (1820-1866) et les cartes ou photos aériennes de l'IGN pour la période actuelle (1950 à aujourd'hui).

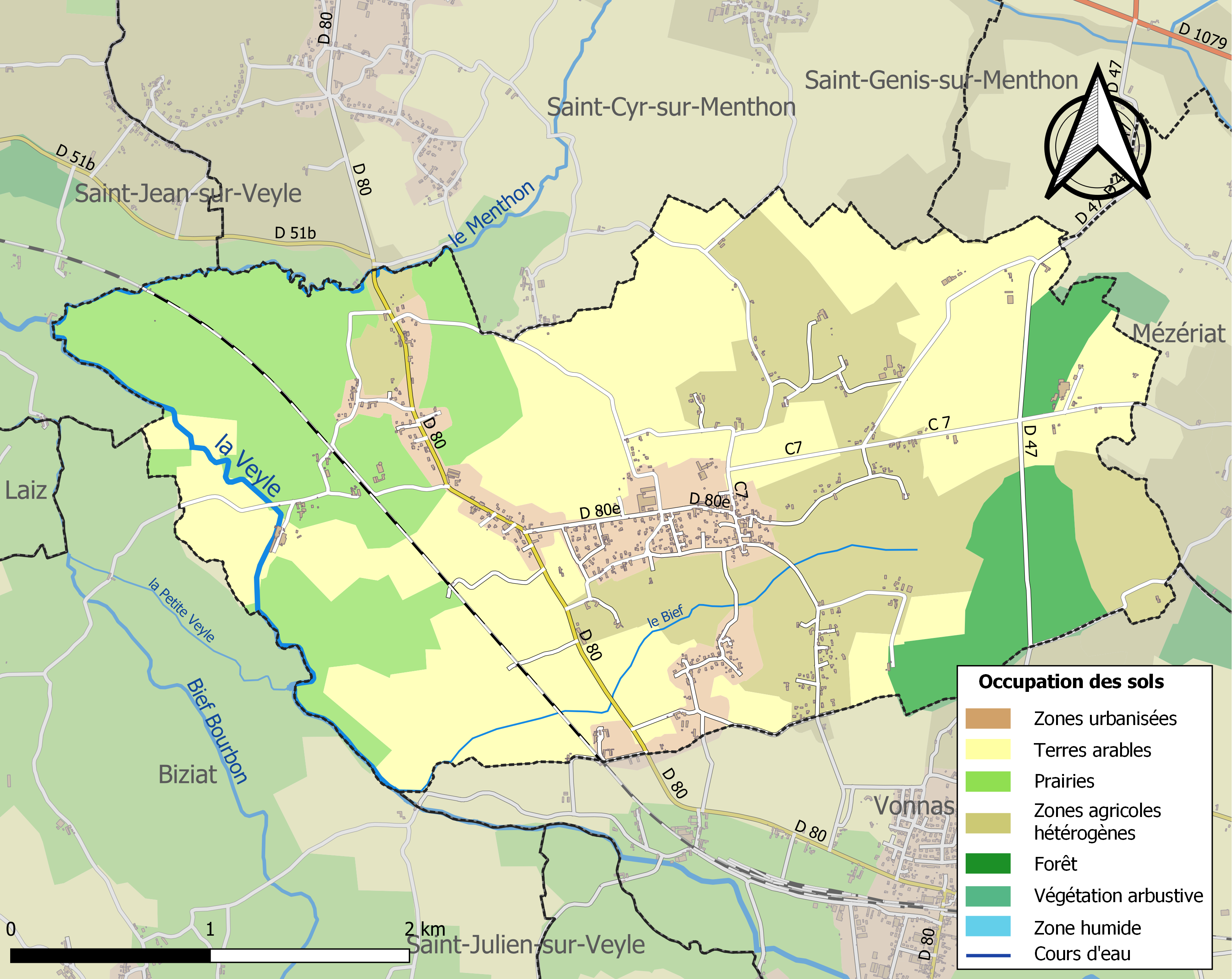
Carte des infrastructures et de l'occupation des sols de la commune en 2018 (CLC).

## Toponymie

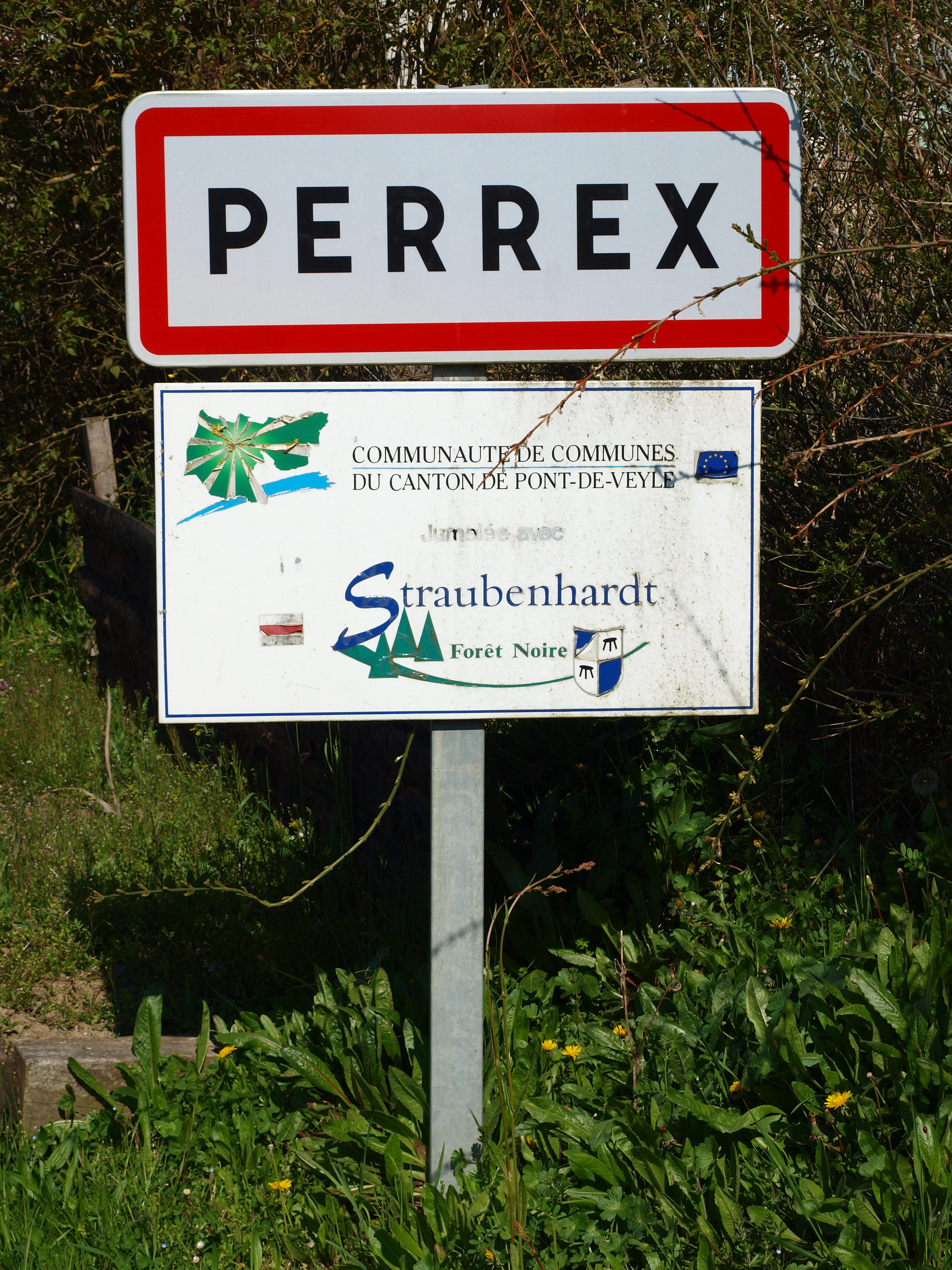
Panneau d'entrée du village.

### Attestations anciennes
Le premier nom du village dont on trouve la trace est Previsco qui date de 972 dans le cartulaire de Saint-Vincent-de-Mâcon. Perex est cité dans les visites pastorales en 1056.
Deux siècles et demi plus tard, les titres de Laumusse évoquent Peres en 1223 pour se référer à la paroisse. En 1250, on trouve Perscs dans le pouillé de Lyon.
Le même ouvrage cite Peres en 1350. En 1355, Peres en Bresse est mentionné dans une des sources de Guichenon.
Selon les archives de l'Ain, le nom du village en 1443 Perez et Percys est cité dans la pancarte des droits de cire en 1495.
Le pouillé du diocèse de Lyon utilise Ferres pour se référer au village autour de 1587 et l'Histoire de Bresse et du Bugey mentionne Perés en 1650.
Au début de la Révolution française, en 1789, Perés devient Pérez selon le pouillé de Lyon. Dans les Mémoires d'Aubret, Pérès devient une variante du nom du village au XVIIIe siècle. Enfin, le nom actuel de Perrex apparaît pour la première fois en 1850 dans l'annuaire de l'Ain.

### Origine du nom
Le nom de Perrex vient du roman pera signifiant pierre ou rocher. Cela marque la présence d'une pierre remarquable, d'un lieu rempli de pierres, d'une carrière de pierres ou d'un éboulis qui aurait été dans le territoire communal. Il se peut aussi que le nom vienne d'un domaine d'origine gallo-romaine détenu par un certain Periscus.

## Histoire
Avant l'arrivée des Romains sur le territoire, le peuple celte des Ambarres dont le nom signifie « vivant des deux (amb) côtés de la Saône (Arar, la Saône) », occupait la région bressane et ses vastes forêts.
Vers les années -50, à la suite de la conquête des Gaules par les Romains, la commune et les territoires l'entourant changent de domination même si les nouveaux occupants ne s'intéressèrent pas particulièrement à cette région marécageuse et boisée. Jules César considérait la Bresse et le Bugey comme une seule région qu'il nommait Insula Gallica.
Avant la chute de l'Empire romain d'Occident, la Bresse et Perrex passent aux mains du royaume de Bourgogne en 443.
Au Xe siècle, on trouve pour la première fois dans les écrits une mention au village. Dans l'ordre féodal, elle était une seigneurie, en toute justice et avec château, de l'ancien fief des sires de Bâgé.
En 1601, après la fin de la guerre franco-savoyarde qui se termine par le Traité de Lyon, Perrex appartient à la France avec l'acquisition de celle-ci de la Bresse, du Bugey, du Valromey et du pays de Gex. Elle est par la suite intégrée à la province bourguignonne. Au XVIIIe siècle le village fut érigé en baronnie.
Au hameau le Bon Coin, Georges Helmstteter fut tué par les Allemands le 12 juin 1944 le long de la route D 80 alors qu'il était âgé de 21 ans.

## Politique et administration

### Rattachements administratifs et électoraux
Durant l'Ancien Régime, Perrex était une communauté du mandement de Bâgé et du bailliage, de l'élection et de la subdélégation de Bourg.
Lors de la création des départements par la Révolution française, elle est intégrée au département de l'Ain et au district de Châtillon-les-Dombes. En 1800, après la suppression des districts, elle intègre l'arrondissement de Bourg-en-Bresse mais reste dans le canton de Pont-de-Veyle. En mars 2015, à l'occasion des élections départementales, le décret du 13 février 2014 portant sur le redécoupage cantonal des cantons de l'Ain entre en vigueur. Ainsi, la commune ainsi que toutes celles du canton de Pont-de-Veyle sont intégrées au nouveau canton de Vonnas. Depuis au moins 1988, la commune fait partie de la quatrième circonscription de l'Ain pour l'élection des députés.
Du point de vue judiciaire, la commune relève du tribunal d'instance, du tribunal de grande instance, du tribunal pour enfants, du conseil de prud'hommes, du tribunal de commerce et du tribunal paritaire des baux ruraux de Bourg-en-Bresse. De plus, elle relève aussi de la cour d'assises de l'Ain, elle-même située à Bourg. Enfin, Perrex dépend de la cour d'appel, du tribunal administratif et de la cour administrative d'appel de Lyon.

### Liste des maires successifs
| Période                                  | Période   | Identité              | Étiquette | Qualité  |
| ---------------------------------------- | --------- | --------------------- | --------- | -------- |
| juin 1995                                | mars 2008 | Gérard Dubois         |           |          |
| mars 2008                                | mai 2020  | Bernard Daujat        | SE        | Retraité |
| mai 2020                                 | En cours  | Jean-Jacques Vighetti |           |          |
| Les données manquantes sont à compléter. |           |                       |           |          |

### Intercommunalité
Perrex appartenait jusqu'au 31 décembre 2016 à la communauté de communes du canton de Pont-de-Veyle qui avait été fondée le 23 novembre 1998 à la suite de la dissolution du SIVOM du canton de Pont-de-Veyle et du SIVU pour l'accueil des entreprises et d'activités économiques de Pont-de-Veyle et sa région. Depuis le 1er janvier 2017, la commune est intégrée à la nouvelle communauté de communes de la Veyle qui regroupe l'ancienne intercommunalité à celle des Bords de Veyle. Le siège est fixé à Pont-de-Veyle.
Toutefois, ce n'est pas la seule structure intercommunale dont fait partie la localité bressane. On peut mentionner le syndicat mixte Bresse Val de Saône créé en 1995 et regroupant 40 communes,. Son but est de négocier les procédures que proposent l'Union européenne, l'État ou la région Auvergne-Rhône-Alpes qui pourraient développer un territoire plus vaste que la simple communauté de communes.
La commune faisant partie du bassin de la Veyle, elle appartient au syndicat mixte Veyle Vivante dont le siège est situé dans le bâtiment de la gare de Mézériat. Le travail de cette organisation est de surveiller la qualité des eaux du bassin, de préserver les zones humides ou de remettre en état certains ouvrages.
Enfin, comme la totalité des communes du département de l'Ain, le village appartient au syndicat intercommunal d'énergie et de e-communication de l'Ain, organisation fondée le 11 mars 1950. Le syndicat est compétent dans la gestion des réseaux d'électrification, de gaz, de l'éclairage public, de la communication électronique. En plus de ces compétences, la structure accompagne les communes pour qu'elles puissent maîtriser leur consommation d'énergie, gère un système d'information géographique et a mis en place dans le département, par l'intermédiaire de sa régie Réso-Liain, un réseau de fibre optique pour avoir accès à Internet à très haut débit.

### Jumelages
| \| Localisation des villes jumelées avec Saint-Cyr-sur-Menthon. Straubenhardt Perrex \| Localisation des communes jumelées. |
| Straubenhardt Perrex |

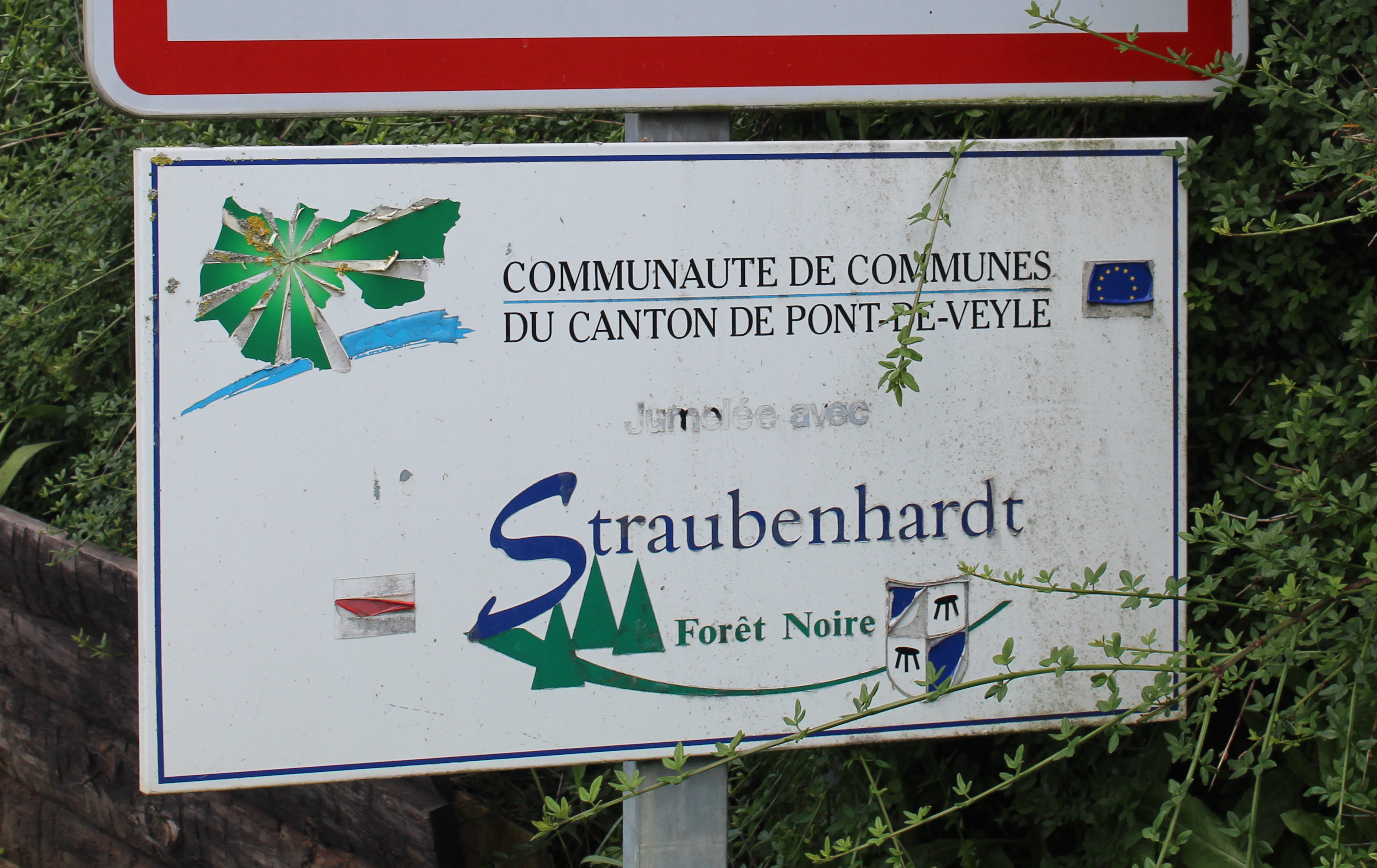
Panneau annonçant le jumelage avec Straubenhardt.

La communauté de communes du canton de Pont-de-Veyle dont la commune fait partie est jumelée avec la commune de Straubenhardt localisée dans le Bade-Wurtemberg en Allemagne à la porte nord de la Forêt-Noire entre Karlsruhe et Pforzheim. Commune composée de cinq villages que sont Conweiler, Feldrennach et Pfinzweiler, Langenalb, Ottenhausen et Schwann, Straubenhardt a commencé à lier des contacts avec le canton de Pont-de-Veyle dès 1995 grâce à Roger Herbet. Ce dernier, un bressan qui vivait dans la localité allemande, organisa une rencontre entre Christophe Greffet alors maire de Saint-Genis-sur-Menthon et Willy Rushman, bourgmestre de Straubenhardt. Est alors née une volonté de tisser de nouveaux liens entre les deux localités par le biais des collégiens qui commencèrent à créer des échanges dès 1996.
Tout s'accéléra durant l'année 1999 quand la population de la commune allemande fut invitée à deux reprises en France. La première fois fut durant le mois de mai à l'occasion de la fête du Fromage à Grièges et la seconde fois fut en juillet lors de la fête des Temps Chauds où un groupe musical de Straubenhardt était invité à s'y produire. Les Bressans furent invités à faire le chemin inverse dès le mois d'août pour créer ensemble la fête de marché historique à Feldrennach. Le jumelage entre Straubenhardt et le canton de Pont-de-Veyle a été concrétisé par la signature de la Charte lors de la grande fête organisée au château de Pont-de-Veyle du 7 au 9 juillet 2000. Une autre fête fut organisée l'année suivante en Allemagne du 6 au 8 juillet 2001.

## Population et société

### Démographie
L'évolution du nombre d'habitants est connue à travers les recensements de la population effectués dans la commune depuis 1793. Pour les communes de moins de 10 000 habitants, une enquête de recensement portant sur toute la population est réalisée tous les cinq ans, les populations de référence des années intermédiaires étant quant à elles estimées par interpolation ou extrapolation. Pour la commune, le premier recensement exhaustif entrant dans le cadre du nouveau dispositif a été réalisé en 2007.

En 2022, la commune comptait 861 habitants, en évolution de +4,49 % par rapport à 2016 (Ain : +5,15 %, France hors Mayotte : +2,11 %).
| 1793 | 1800 | 1806 | 1821 | 1831 | 1836 | 1841 | 1846 | 1851 |
| ---- | ---- | ---- | ---- | ---- | ---- | ---- | ---- | ---- |
| 552  | 528  | 567  | 647  | 688  | 735  | 720  | 752  | 730  |

| 1856 | 1861 | 1866 | 1872 | 1876 | 1881 | 1886 | 1891 | 1896 |
| ---- | ---- | ---- | ---- | ---- | ---- | ---- | ---- | ---- |
| 750  | 750  | 744  | 751  | 738  | 675  | 656  | 626  | 627  |

| 1901 | 1906 | 1911 | 1921 | 1926 | 1931 | 1936 | 1946 | 1954 |
| ---- | ---- | ---- | ---- | ---- | ---- | ---- | ---- | ---- |
| 583  | 593  | 613  | 590  | 566  | 532  | 520  | 513  | 532  |

| 1962 | 1968 | 1975 | 1982 | 1990 | 1999 | 2006 | 2007 | 2012 |
| ---- | ---- | ---- | ---- | ---- | ---- | ---- | ---- | ---- |
| 522  | 506  | 520  | 606  | 714  | 721  | 816  | 830  | 795  |

| 2017 | 2022 | - | - | - | - | - | - | - |
| ---- | ---- | - | - | - | - | - | - | - |
| 838  | 861  | - | - | - | - | - | - | - |

### Enseignement

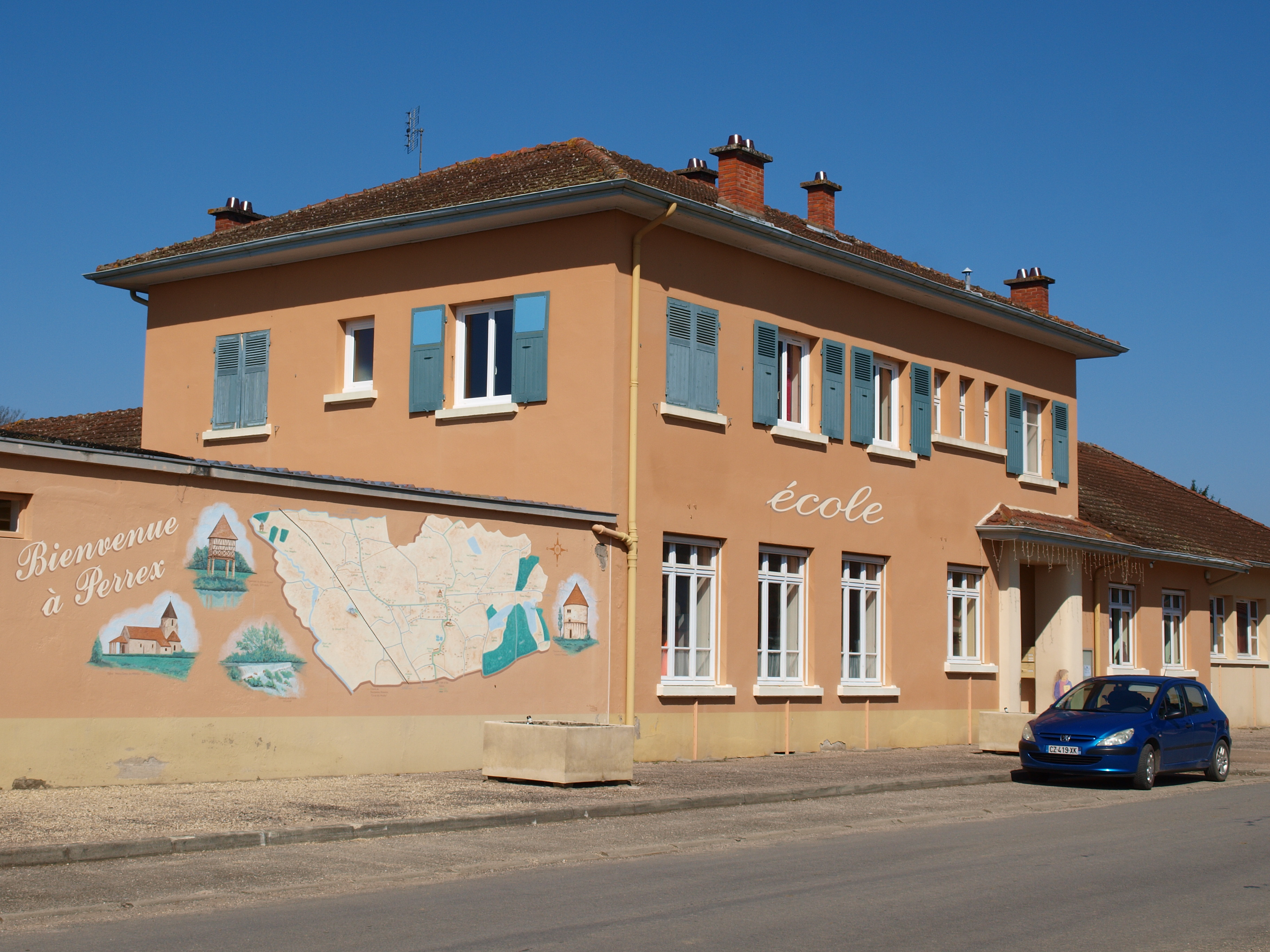
École communale.

Le village possède une école publique réunissant les élèves de Perrex du niveau petite section au CM2.
Les élèves de la commune passant en 6e sont dirigés au collège George-Sand de Pont-de-Veyle. Enfin, le lycée de secteur de la commune est le lycée Lamartine, situé à Mâcon dans la région bourguignonne.

### Médias et numérique
Le Progrès est un journal régional diffusant dans les départements de l'Ain, du Jura, du Rhône, de la Loire et de la Haute-Loire. Chaque vendredi est publié le journal local hebdomadaire Voix de l'Ain. De plus, Le Journal de Saône-et-Loire, paru pour la première fois le 2 juillet 1826, est la version saône-et-loirienne du Progrès. Ce journal quotidien paraît dans les environs sous l'édition de Mâcon.
Dans le domaine télévisuel, la chaîne France 3 émet un décrochage local dans la commune par le biais de France 3 Rhône Alpes. Enfin, Radio Scoop est une radio musicale d'Auvergne-Rhône-Alpes qui possède une station à Bourg-en-Bresse diffusant dans l'Ain.
La commune dispose du très haut débit avec la fibre optique grâce au réseau public de fibre optique LIAin régi par le syndicat intercommunal d'énergie et de e-communication de l'Ain.

## Économie

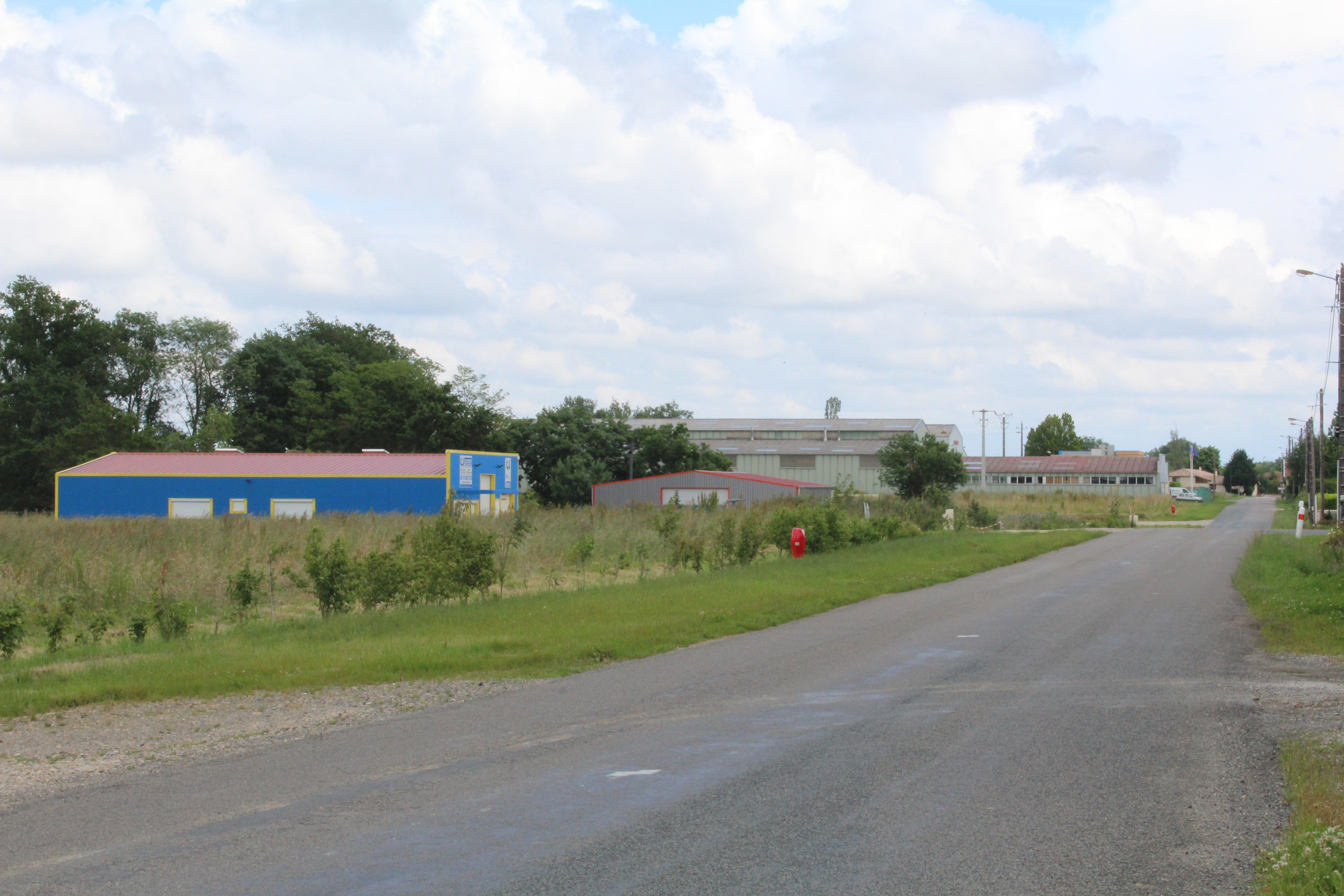
Zone d'entreprises le long de la D 80E.

### Commerces
La commune ne possède ni de boulangerie ni d'épicerie comme de nombreuses communes rurales. On trouve néanmoins un restaurant près de la place du village.

### Entreprises
La commune accueille sur son territoire quelques entreprises dont Seroba, entreprise spécialisée dans la découpe, et Eurobress spécialisée dans la fabrication de matériel de coffrage. Elles sont regroupées dans le parc d’activités du Parc des Terres.

## Culture locale et patrimoine

### Lieux et monuments
Le pigeonnier du Moulin Grand, localisé près du confluent de la Veyle et du Menthon fait l’objet d’un classement au titre des monuments historiques depuis le 17 décembre 1993. Cet édifice date de 1704 et est construit en pans de bois comme la plupart des bâtiments typiques de la Bresse. Comme son nom l'indique, il est situé près du moulin Grand, édifice situé à Saint-Jean-sur-Veyle, de l'autre côté du Menthon.
Ce n'est pas le seul pigeonnier restant sur le territoire communal, celui de l'ancien château qui est un pigeonnier circulaire en brique date du XVIe siècle, il est situé dans le nord du bourg.
L'église de l'Assomption date du XIIe siècle et adopte une architecture romane. Elle est le seul monument voué au culte catholique de Perrex. Sur la face de ce bâtiment, se trouve le monument en hommage aux enfants de Perrex morts pour la patrie.

Étant donné que la commune est traversée par quelques cours d'eau, il subsiste encore le moulin de Corsant avec une scierie et une retenue d'eau construits le long de la Veyle.

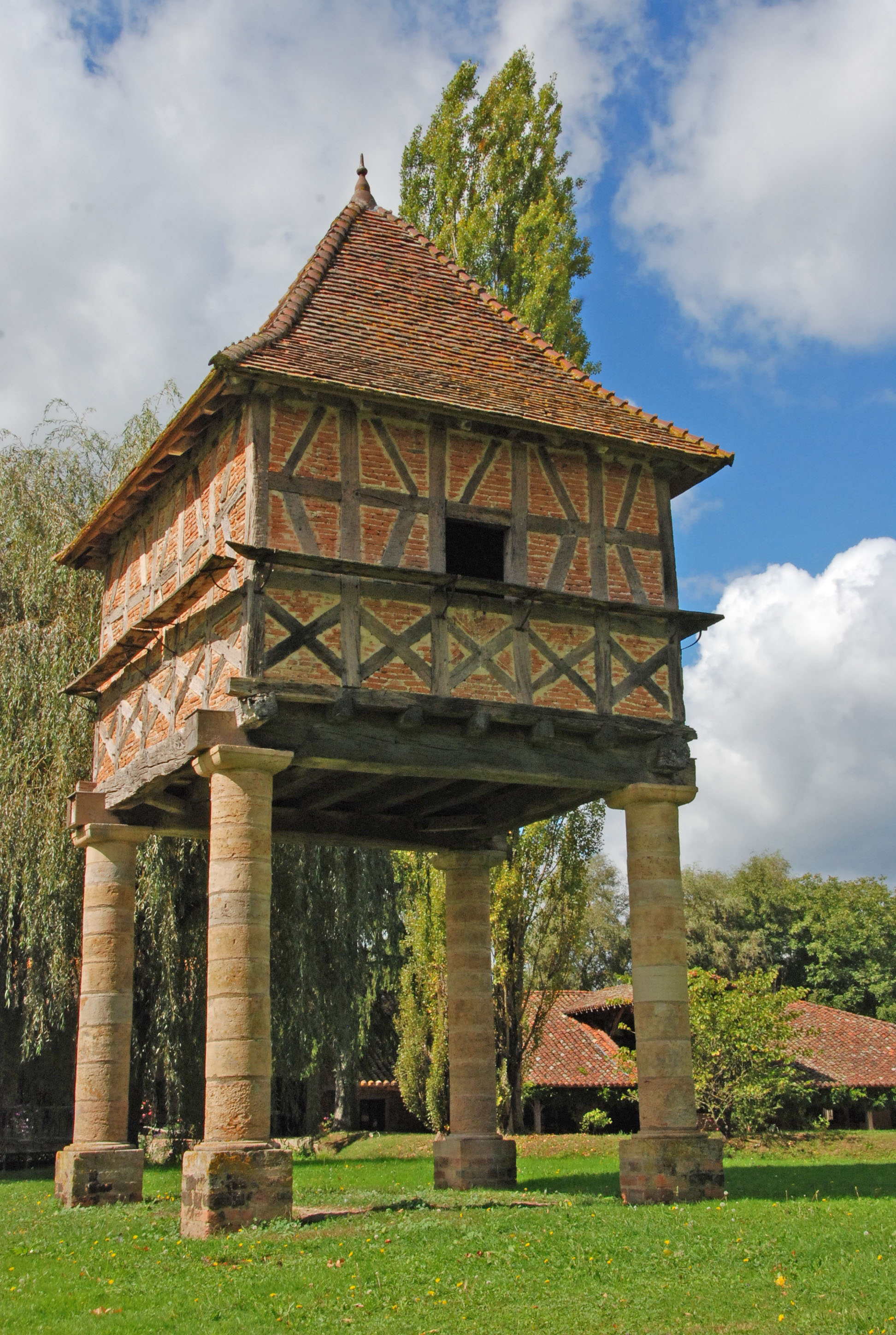
Pigeonnier du moulin Grand.
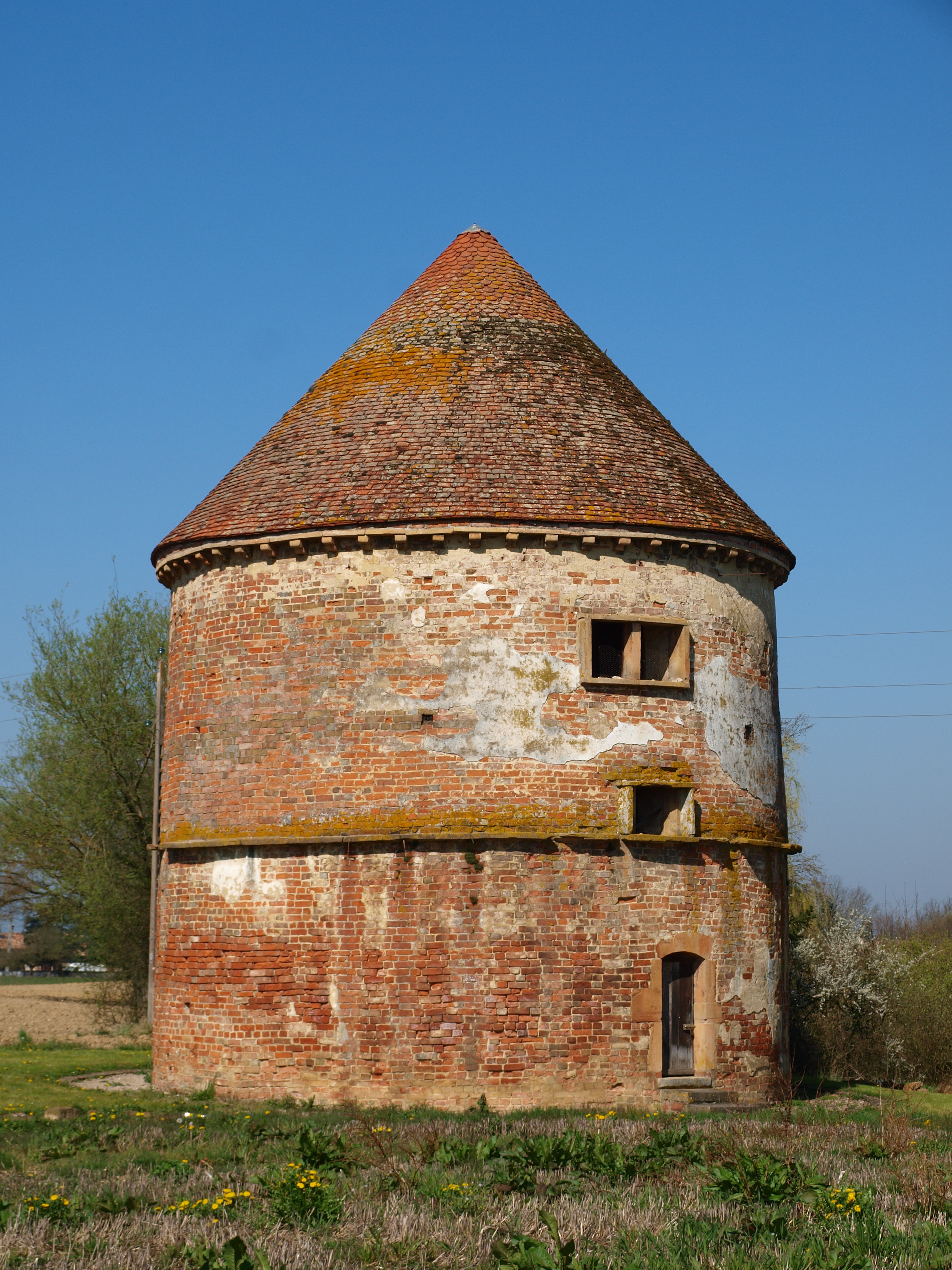
Pigeonnier de l'ancien château.
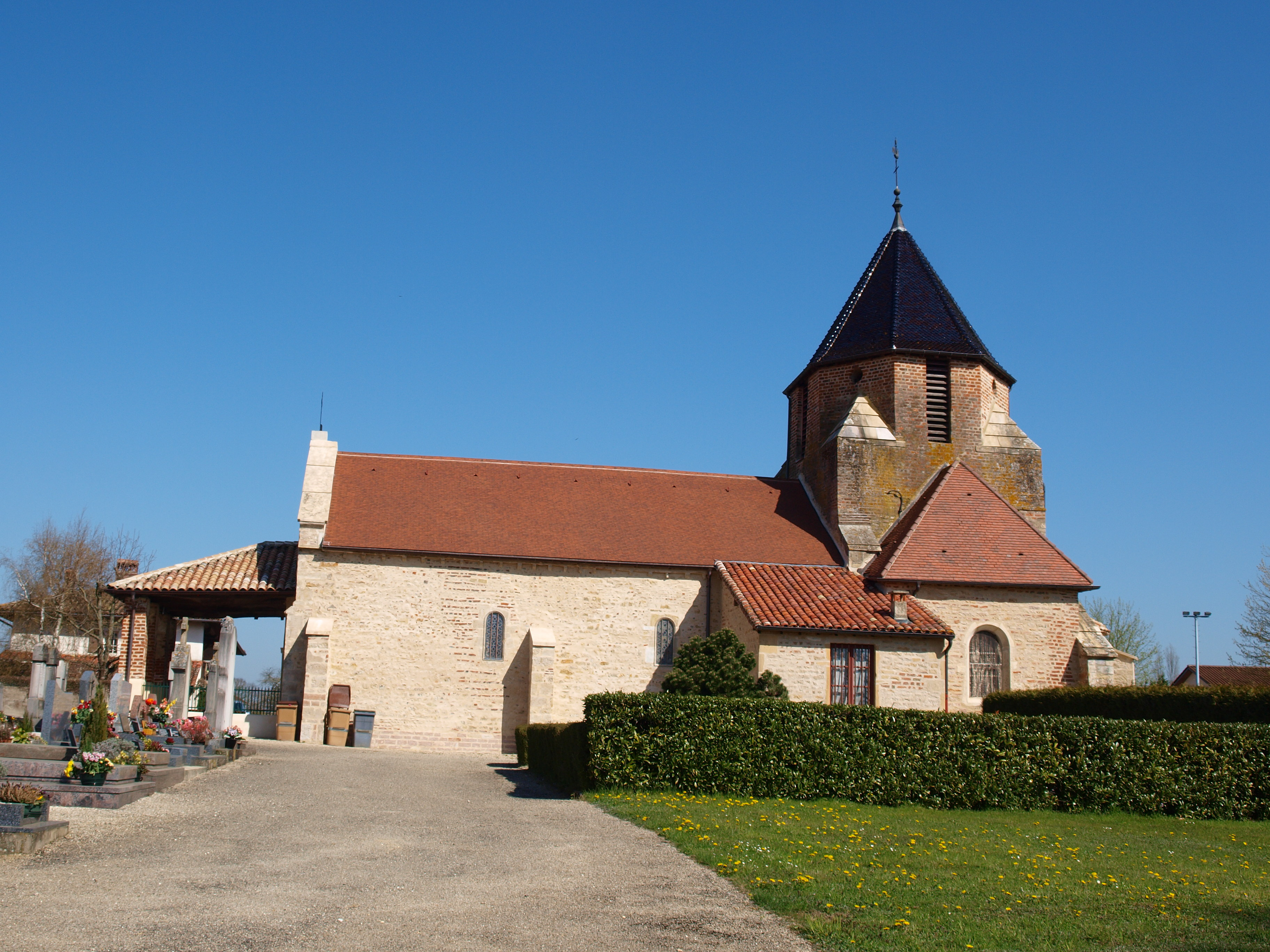
Église de l'Assomption.
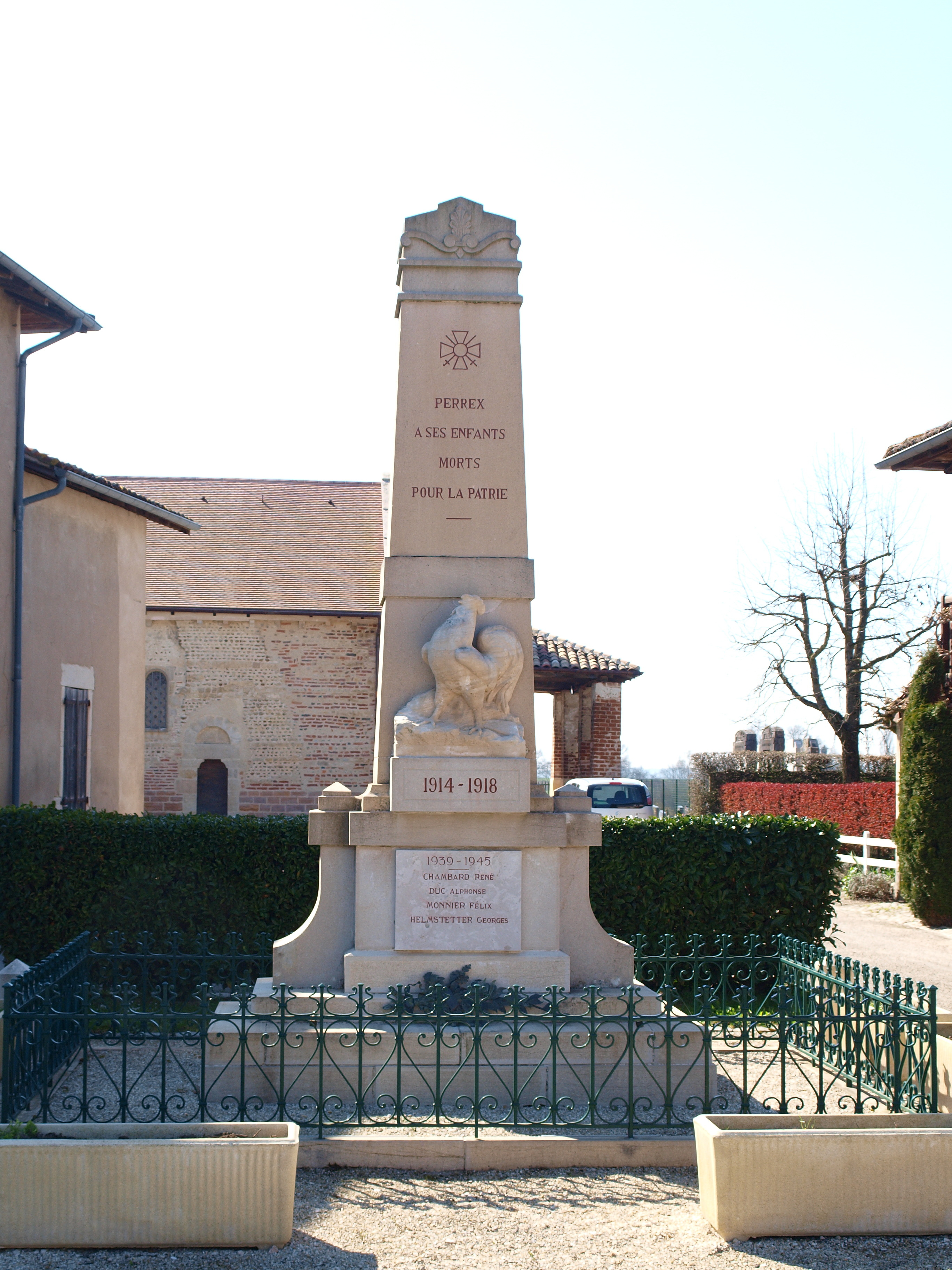
Monument aux morts.

### Espaces verts et fleurissement

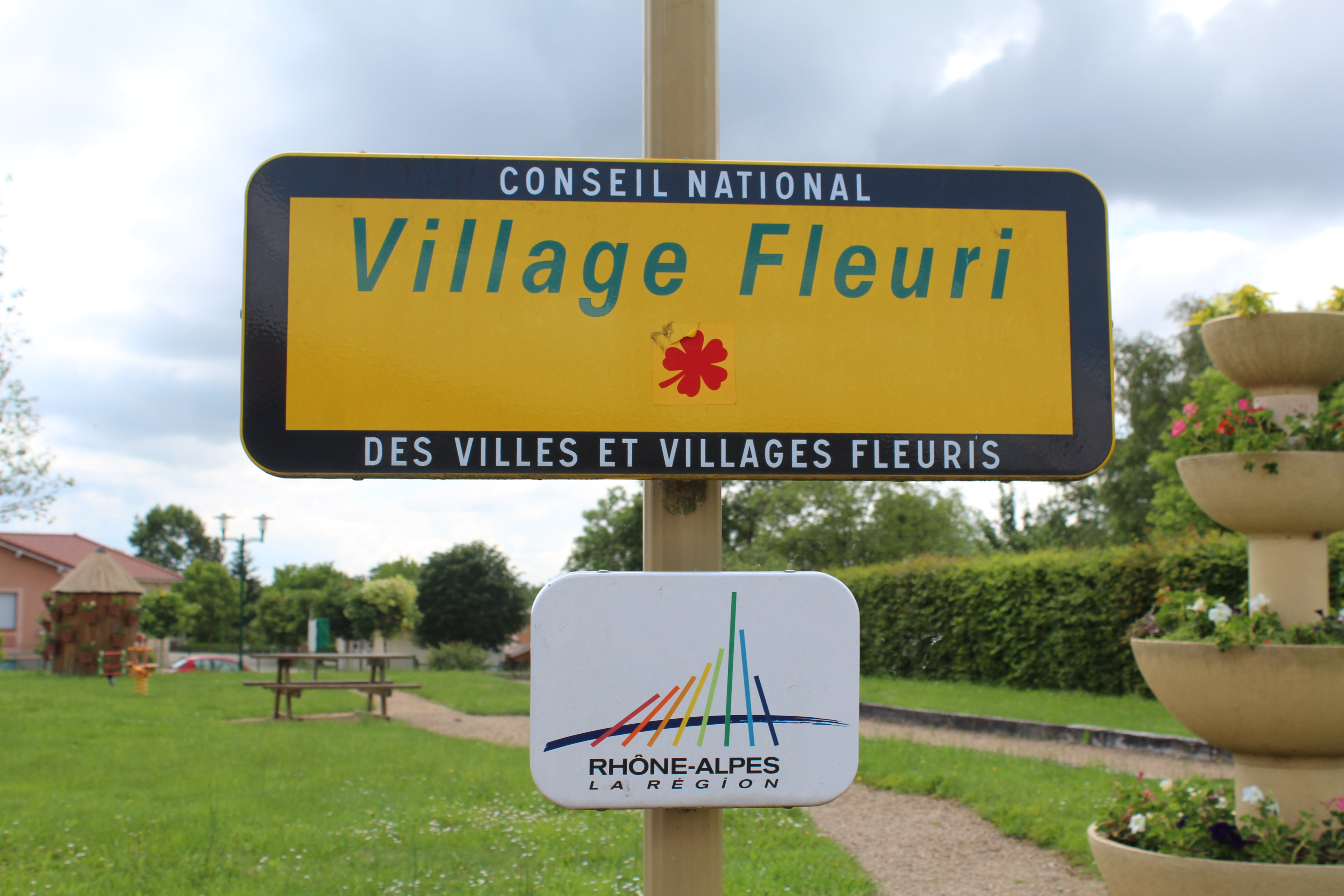
Panneau village fleuri avec une fleur.

En 2014, la commune obtient le niveau « une fleur » au concours des villes et villages fleuris.

### Gastronomie
Les spécialités culinaires sont celles de la région bressane, c'est-à-dire la volaille de Bresse, les gaudes, la galette bressane, les gaufres bressanes, la fondue bressane.
La commune se situe dans l'aire géographique de l'AOC Crème et beurre de Bresse et de l'AOC Volailles de Bresse. Elle a aussi l'autorisation de produire le vin IGP Coteaux de l'Ain sous les trois couleurs, rouge, blanc et rosé.

### Événements
- La vogue a lieu le premier dimanche du mois d'août : bal, animations et feux d'artifice.
- La fête dite du "Matefaim" a lieu le premier dimanche de février.